# Islandiana
Islandiana är ett släkte av spindlar som beskrevs av Braendegaard 1932. Islandiana ingår i familjen täckvävarspindlar.
Kladogram enligt Catalogue of Life och Dyntaxa:
| Islandiana | \| \| Islandiana cavealis \| \| \| \| \| \| Islandiana coconino \| \| \| \| \| \| Islandiana cristata \| \| \| \| \| \| jokkdvärgspindel \| \| \| \| \| \| Islandiana flaveola \| \| \| \| \| \| Islandiana flavoides \| \| \| \| \| \| Islandiana holmi \| \| \| \| \| \| Islandiana lasalana \| \| \| \| \| \| Islandiana longisetosa \| \| \| \| \| \| Islandiana mimbres \| \| \| \| \| \| Islandiana muma \| \| \| \| \| \| Islandiana princeps \| \| \| \| \| \| Islandiana speophila \| \| \| \| \| \| Islandiana unicornis \| \| \| \| |
|            | \| \| Islandiana cavealis \| \| \| \| \| \| Islandiana coconino \| \| \| \| \| \| Islandiana cristata \| \| \| \| \| \| jokkdvärgspindel \| \| \| \| \| \| Islandiana flaveola \| \| \| \| \| \| Islandiana flavoides \| \| \| \| \| \| Islandiana holmi \| \| \| \| \| \| Islandiana lasalana \| \| \| \| \| \| Islandiana longisetosa \| \| \| \| \| \| Islandiana mimbres \| \| \| \| \| \| Islandiana muma \| \| \| \| \| \| Islandiana princeps \| \| \| \| \| \| Islandiana speophila \| \| \| \| \| \| Islandiana unicornis \| \| \| \| |
|            | Islandiana cavealis |
|            | |
|            | Islandiana coconino |
|            | |
|            | Islandiana cristata |
|            | |
|            | jokkdvärgspindel |
|            | |
|            | Islandiana flaveola |
|            | |
|            | Islandiana flavoides |
|            | |
|            | Islandiana holmi |
|            | |
|            | Islandiana lasalana |
|            | |
|            | Islandiana longisetosa |
|            | |
|            | Islandiana mimbres |
|            | |
|            | Islandiana muma |
|            | |
|            | Islandiana princeps |
|            | |
|            | Islandiana speophila |
|            | |
|            | Islandiana unicornis |
|            | |